# Dimethylglyoxime
Dimethylglyoxime is een organische verbinding met als brutoformule C4H8N2O2. Het is een kleurloos tot wit poeder, dat matig tot slecht oplosbaar is in water. Dimethylglyoxime is een dioximederivaat van butaandion.

## Toepassingen
Dimethylglyoxime wordt gebruikt in de analytische scheikunde voor de kwantitatieve bepaling van onder meer nikkel in ijzer of staal: door dimethylglyoxime toe te voegen aan een oplossing van het metaal in een zuur en de oplossing daarna alkalisch te maken met ammoniumhydroxide, slaat alle nikkel neer als het rode nikkeldimethylglyoximecomplex. Ook met andere zware metalen vormt dimethylglyoxime gekleurde complexen die in een ammoniakale oplossing neerslaan, bijvoorbeeld met kobalt (bruinrood) of palladium (geel).

Nikkeldimethylglyoxime